# Antonio López Herranz
José Antonio López Herranz (né le 4 mai 1913 à Madrid en Espagne et mort le 1er janvier 1959 à Mexico au Mexique) est un joueur et entraîneur de football espagnol.

## Biographie
En tant que joueur de club, il a tout d'abord évolué pour le club de sa ville natale, le Real Madrid CF, puis au Club América et enfin à l'Hércules CF. 
Durant les années 1940, à la suite de la Seconde Guerre mondiale, il émigre au Mexique, puis commence à entraîner là-bas. Il entraîne alors le Club León, puis l'équipe du Mexique à plusieurs périodes. 
Il a sélectionné l'effectif mexicain pour les coupe du monde 1954 en Suisse et 1958 en Suède.

## Palmarès

### Joueur
- Real Madrid :
  - Copa del Generalísimo : 1935–36

### Entraîneur
- Club León :
  - Primera División de México : 1951–52, 1955–56
  - Copa México : 1957–58
  - Campeón de Campeones : 1956